# Брайтон-Бич
Бра́йтон-Бич (англ. Brighton Beach) — нью-йоркский нейборхуд, расположенный на самом юге Бруклина, на берегу Атлантического океана. Неофициальные названия — Маленькая Россия, Маленькая Одесса (англ. Little Russia, Little Odessa). Брайтон-Бич граничит с Шипсхед-Бей на севере и востоке по Белт-Паркуэй, Нептьюн-авеню, Кэсс-плейс и Восточной 12-й стрит, с Манхэттен-Бич на востоке по Корбин-плейс, с Кони-Айленд на западе по Оушен-Паркуэй.
Получил известность в СССР с середины 1970-х годов как место компактного проживания эмигрантов из СССР, в основном евреев из УССР и РСФСР. После распада СССР в Брайтон-Бич стали селиться выходцы из стран бывшего СССР. Население, согласно данным за 2010 год — 23 431 житель. Многие жители не заключают арендных договоров и не участвуют в переписи, так что в реальности количество проживающих в Брайтон-Бич может составлять, по различным оценкам, от 70 до 80 тысяч. Плотность населения выше в 1,5 раза, чем в среднем по Бруклину.
Район широко известен русскоязычными фирмами — ресторанами, кафе, концертными залами. Здесь расположены многие культурные и просветительские центры русскоговорящей общины Нью-Йорка — радиостанции, телестудии, редакции газет, школы и учреждения дошкольного воспитания, досуговые центры, самая широкая инфраструктура обслуживания на русском языке.
Район застроен преимущественно многоквартирными кирпичными доходными домами 1920-х годов и деревянными одноэтажными бунгало 1900—1920-х годов постройки.

## История
Первоначально Брайтон-Бич был спроектирован в 1868 году как курорт архитектором Вильямом Энгеманом. В 1878 году Генри Мёрфи вместе с группой бизнесменов устроили конкурс на название этого места, и победили предложившие название Брайтон-Бич. Это место названо в честь пляжей Брайтона — курорта Великобритании.
На месте, где сейчас Кони-Айленд-авеню соединяется с променадом Ригельмана, находилась роскошная гостиница. Именно к ней 2 июля 1878 года была проведена железнодорожная ветка, ставшая впоследствии частью Нью-Йоркского метрополитена.
Соединение Брайтонской железной дороги с линиями метро сделало Брайтон-Бич более привлекательным в качестве места проживания.
К концу XIX века район стал фешенебельным курортом для отдыха богатых европейцев. Остатки былой роскоши ещё существуют и поныне вдоль берега Атлантического океана — купальни, ванны, разваленные постройки.
В годы Великой депрессии район Брайтон-Бич стал заселяться бедными слоями населения Нью-Йорка. Вторая мировая война положила конец приезду европейских курортников. Район с исключительно курортной инфраструктурой оказался в числе беднейших. Однако потом благодаря увеличению рождаемости постепенно стал восстанавливаться. Этому также сильно способствовал приток иммигрантов из СССР. Многие советские иммигранты не смогли привезти с собой ни денег, ни ценностей и селились на Брайтон-Бич, привлечённые дешевизной района, который действительно удачно размещён на берегу океана, с удобным транспортным сообщением, соединяющим со всеми районами Нью-Йорка — метро соединяет со всем Нью-Йорком, автобусы же Нью-Йорка курсируют лишь по своему району, то есть бруклинские — внутри Бруклина.
Очень долго, вплоть до конца XX века, район считался непрестижным — грязные улицы, криминальная обстановка, много нелегальных иммигрантов. Лишь на лето Брайтон-Бич оживал из-за близости океана, к которому стекались в жаркое время жители со всего Нью-Йорка.
Расцвету района способствовали распад Советского Союза и последовавшие за ним значительные изменения в социальной и экономической жизни постсоветских государств, когда в поисках заработка тысячи бывших советских граждан потянулись в США. Именно Перестройка, как это ни удивительно, помогла становлению района Брайтон-Бич, смешав иммигрантов времён застоя, так называемых «колбасных эмигрантов» конца 1980-х — 1990-х годов, и бизнесменов. Среди уезжавших от экономической разрухи времён Перестройки и последующих реформ Брайтон-Бич пользовался популярностью из-за низких цен на жильё. Кроме того, многие эмигранты хотели, чтобы их дети, выучив английский, не забыли русский язык. В результате появилось большое количество фирм, магазинов, ресторанов, клубов, офисов, банков, детских учебных и игровых центров, работавших на русском языке и предназначенных в основном для русскоязычных клиентов. Очень быстро район стал расцветать. В нескольких сотнях метров от океана был построен театр «Миллениум» для гастрольных спектаклей (очень скоро там стали выступать не только российские гастролёры, но и прославленные актёры из США и других стран), а в начале 2000-х годов на самом берегу океана вырос дорогой жилой комплекс Oceana, где приобрели квартиры многие крупные российские бизнесмены, высокопоставленные российские чиновники и популярные деятели российского шоу-бизнеса.
Соответственно, проживание в районе подорожало. Жить на Брайтон-Бич становилось не только удобно, но и престижно. Если раньше респектабельные коренные американцы презрительно относились к району, то в настоящее время многие из них не просто переезжают пожить на лето возле океана, но и купили и продолжают скупать дома и квартиры на Брайтон-Бич.
От Атлантического океана район отделён широкой (около 100 м) полосой песчаного пляжа; опасная глубина океана начинается в метрах 4—6 от пляжа, что делает его очень удобным для детей и не умеющих плавать купальщиков. Вдоль всего пляжа — бесплатные туалеты и душевые, бесплатные автоматы-поилки с пресной холодной водой, можно пить и отмывать прилипший к телу песок. Летом по берегу каждые несколько сотен метров находятся посты спасателей, следящих за порядком на пляже и не допускающих далёких заплытий отдыхающих. Рестораны вдоль пляжа имеют летние залы, выходящие к океану. Для любителей рыбной ловли отведена специальная площадка — правда, первоначально необходимо приобрести специальную лицензию на лов рыбы (впрочем, это незатруднительно сделать в любом юридическом центре).
Всё это очень привлекательно для района. В настоящее время Брайтон-Бич переживает бурное строительство и изменения, в которых не последнюю роль играет именно русскоязычная община. Точно так же перестраивается и соседний район, примыкающий к Брайтон-Бич — Кони-Айленд (Coney Island), в котором около трети населения является афроамериканцами (как правило, это потомки работников сферы обслуживания когда-то популярных курортных зон).

Владимир Белоголовский в русскоязычном журнале «Архитектурный Вестник» писал в 2008 году о дальнейших перспективах развития Брайтон-Бич:
Недавно состоялась презентация грандиозного проекта, который обещает превратить этот прибрежный район Нью-Йорка на юге Бруклина в новый гигантский центр развлечений. <…>автор и девелопер проекта — Джо Ситт, 43-летний доморощенный миллиардер, основатель компании Thor Equities, лично прибыл рассказать о своих заманчивых планах. <…> Кони-Айленд считается родиной всех парков-аттракционов. Его можно смело назвать предшественником Диснейленда и прародителем многих других парков развлечений. Первые аттракционы, театры-кабаре, отели и купальни на Кони-Айленде появились ещё в 1860-е годы. Именно здесь изобрели знаменитый хот-дог (1867); американские горки — ролокостер (1884) и первый в мире крытый парк аттракционов (1895). А сколько по всему миру было создано луна-парков! Все они обязаны своим названием одному из трех оригинальных парков Кони-Айленда, уже несуществующему — первому Луна-парку (1903—1946). О его зажигательной энергии, уходящей в самое небо, писал Максим Горький. А в 1879 году сам Томас Эдисон зажёг здесь свою первую лампочку. Летом 1909 года, как говорится в одном отчёте, здесь побывало 20 миллионов человек. Включая Зигмунда Фрейда, который назвал посещение Кони-Айленда самым интересным событием своего американского турне. Здесь любил бывать Владимир Маяковский, утверждавший, что Кони-Айленд легко затмил бы своим блеском знаменитую Всемирную парижскую выставку 1925 года. А лётчик-испытатель Чарльз Линдберг даже заявил, что поездка на ролокостере Циклон — гораздо больше впечатляет, чем его перелёт через Атлантику.
В 2006 году от района был избран первый русскоязычный депутат законодательной Ассамблеи штата Нью-Йорк — Алек Брук-Красный. В силу того, что на Брайтоне постоянно находятся и проживают много граждан Российской Федерации, в дни государственных выборов в РФ на Брайтоне оборудуется выборный пункт — это помогает хоть немного разгрузить небольшое основное помещение Генерального консульства РФ, находящегося в Манхэттене.

## Культура
Театр балета на Брайтоне (англ. Brighton Ballet Theater) — создан в 1987 году, известен как русский хореографический центр в Бруклине и является одной из самых популярных школ русского балета (англ. School of Russian Ballet) в США. За это время более 3000 детей получили в школе профессиональную подготовку по классу балета, современному и характерному танцам, фольклорному танцу.
На Брайтон-Бич находится православная церковь в честь иконы Неупиваемая Чаша.
На Брайтон-Бич с 2009 года еженедельно выходит русскоязычная онлайн газета «Новости Русского Нью-Йорка — Брайтон-Бич».

## Жители
По данным на 2010 год в Брайтон-Бич проживал 23 431 житель, из них 11 135 мужчин и 12 296 женщин. Район отличает высокий возраст жителей, средний возраст мужчин — 47,5 лет, женщин — 53 года. Плотность населения в Брайтон-Бич высокая, 52 109 человек на квадратную милю, что выше в 1,5 раза, чем в среднем по Бруклину (34 917 человек на квадратную милю) и почти в 2 раза чем в среднем по Нью-Йорку (27 012 человека на квадратную милю). Средний размер домохозяйства в «Маленькой Одессе» — 2,1 человека, в среднем по Нью-Йорку — 2,6 человека. Лишь треть (34,8 %) домохозяйств Брайтон-Бич были семейными, в среднем по Нью-Йорку почти половина (49,7 %). 8,5 % всех домашних хозяйств района составляют матери-одиночки, что ниже чем в среднем по городу (9,6 %).
Уровень жизни большей части населения Брайтон-Бич невысок. Так, в 2010 году средний доход домохозяйства в этом районе составлял $36 574 при среднем доходе по Нью-Йорку в $55 217. При этом, в Брайтон-Бич ниже уровня бедности проживает 29,4 % населения, а в среднем по Нью-Йорку — 14,4 %. Автомобилей в районе на душу населения примерно в два раза меньше чем в среднем по городу.
Большую часть населения Брайтон-Бич составляют эмигранты. Если во всём городе почти две трети населения (63,8 %) относятся к коренному населению и лишь каждый пятый родился за пределами США (21,9 %), то в «Маленькой Одессе» коренных жителей менее четверти (23,3 %), а почти три четверти родились за границей (72,9 %). Из-за этого для района характерно более низкое распространение английского языка чем в среднем по городу. Более трети (36,1 %) населения Брайтон-Бич плохо говорят по-английски или совсем не владеют им, в то время как в среднем по Нью-Йорку не владеет или плохо владеет английским лишь каждый четырнадцатый (7,2 %).

### Расовый состав населения
Лицо Брайтон-Бич определяет большая община русскоговорящих евреев — выходцев из СССР, начавших селиться в этом районе в 1970-х годах. То, что большая часть их жизни прошла в СССР, делает их очень непохожими на евреев первой волны иммиграции, в большинстве своём происходивших из еврейских местечек Украины, Белоруссии и Литвы.
Благодаря активной иммиграции из Советского Союза расовый состав района значительно изменился. Уже к 1983 году 68,5 % населения Брайтон-Бич составляли белые, доля чёрных снизилась до 17,3 %, а латиноамериканцев до 11,7 %. В последующие годы доля белых и латиноамериканцев фактически стабилизировалась, а вот доля темнокожего населения значительно сократилась, в то же время сильно выросла доля азиатского населения, преимущественно за счёт переселенцев из Центральной Азии, среди которых много русскоговорящих.

## Образование
20,6 % жителей Брайтон-Бич старше 3-х лет обучаются в начальных и средних школах, 6,9 % составляют студенты колледжей, 3,2 % учатся в аспирантуре и профессиональных школах. Для Брайтон-Бич характерен очень высокий процент обучающихся в частных школах. Если в среднем по городу Нью-Йорку в частных школах учится 13,9 % школьников, то в Брайтон-Бич почти в три раза больше, 38,2 %.
В Брайтон-Бич работает Brighton Beach Library, являющаяся филиалом Бруклинской публичной библиотеки.

### Учебные заведения
Учебные заведения Департамента образования города Нью-Йорк:
- PS 225 Eileen E. Zaglin School (Школа Эйлин Е. Заглин)[11];
- PS 253 The Ezra Jack Keats International School (Начальная школа Эзры Джека Китса)[12];
- William E. Grady Vocational High School[13].

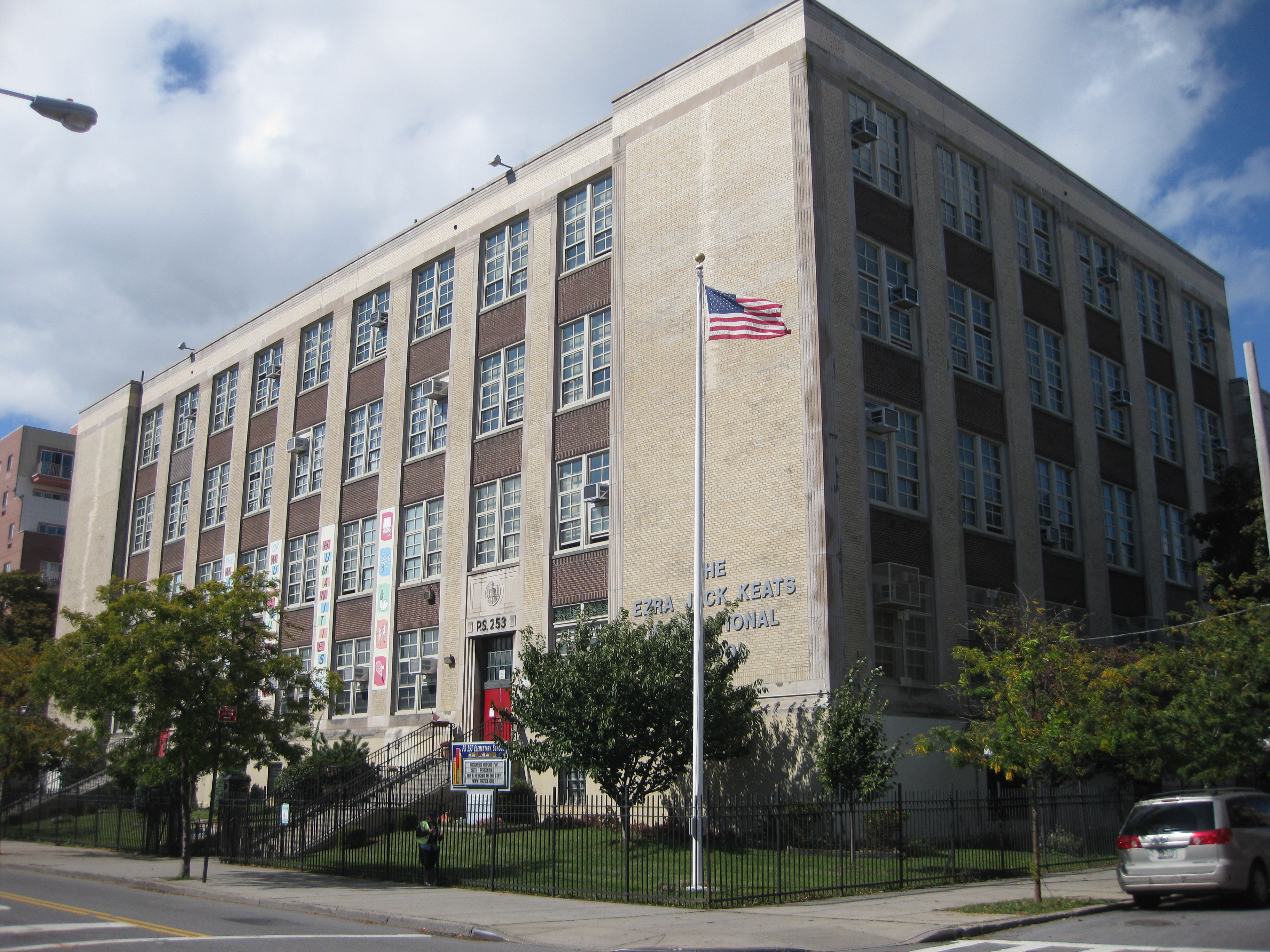
Начальная школа Эзры Джека Китса (2012)
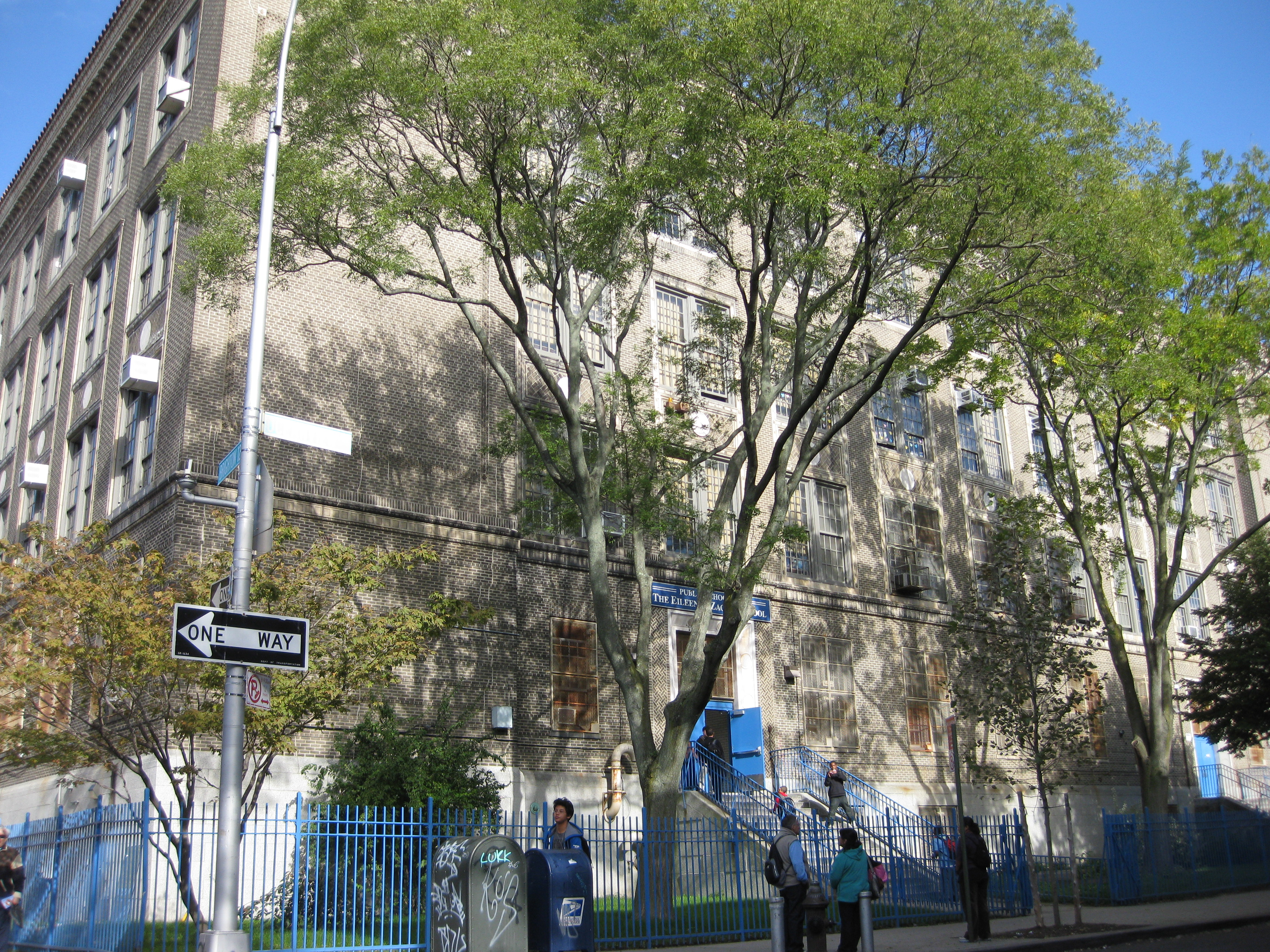
Школа Эйлин Е. Заглин (2012)

## Галерея

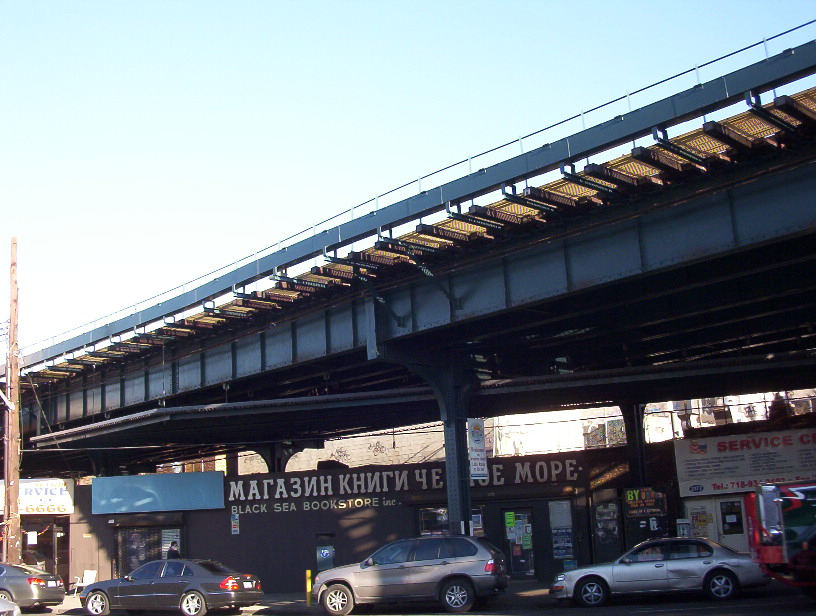
Русскоязычный книжный магазин под железнодорожной эстакадой на Брайтон-Бич (2005)
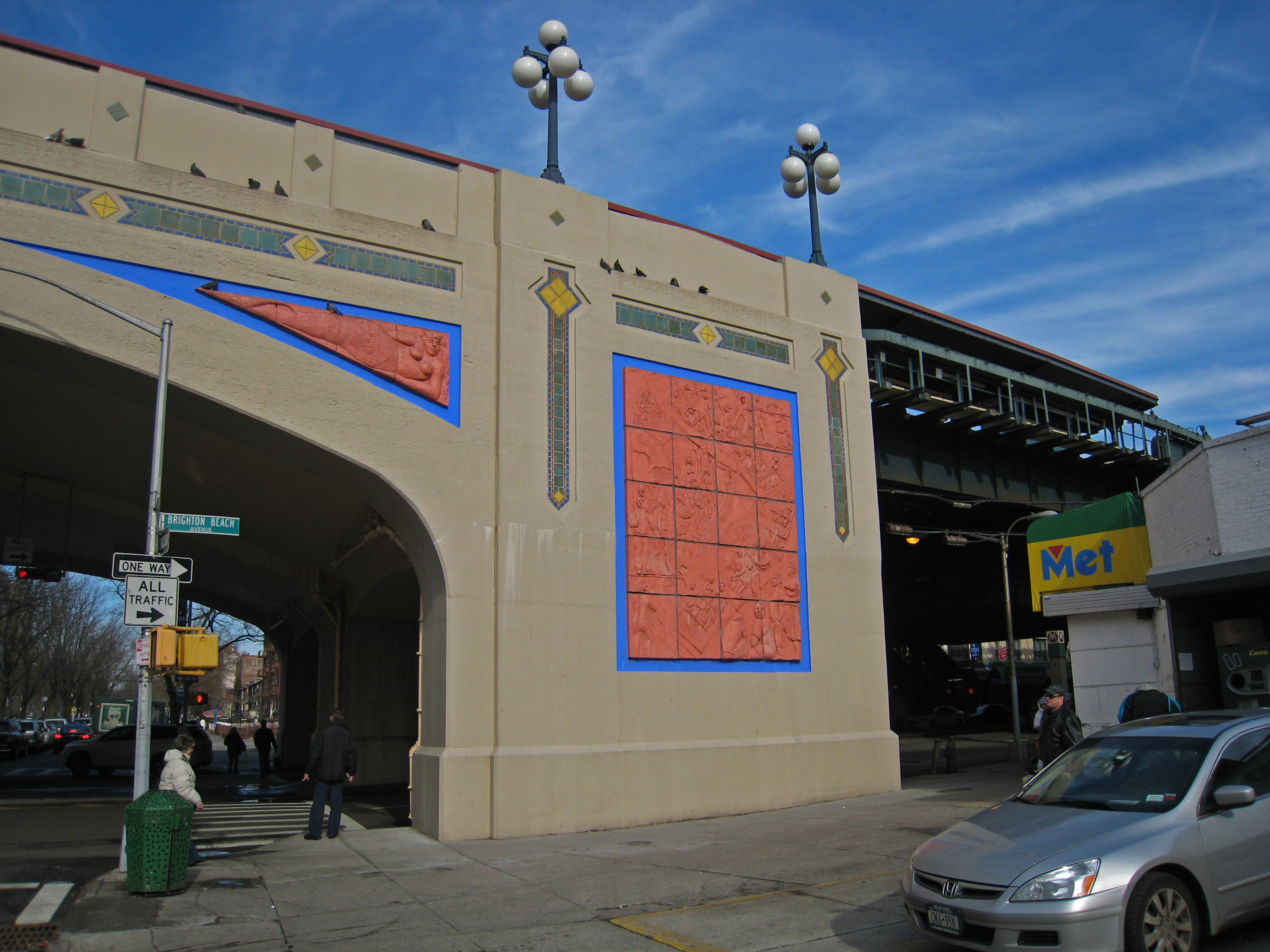
На границе с Кони-Айленд (2012)
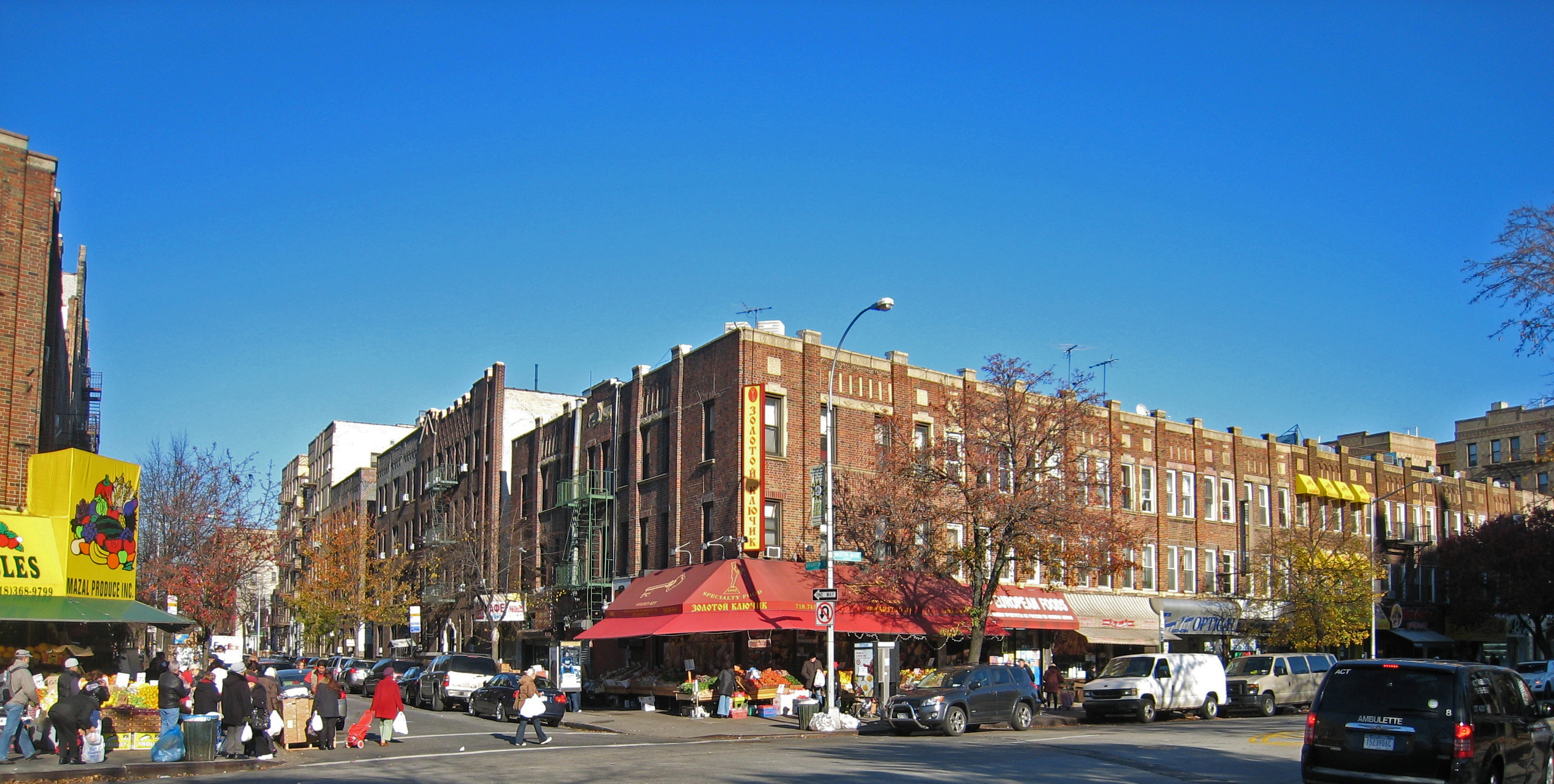
Восточная оконечность Брайтон-Бич-авеню (2011)
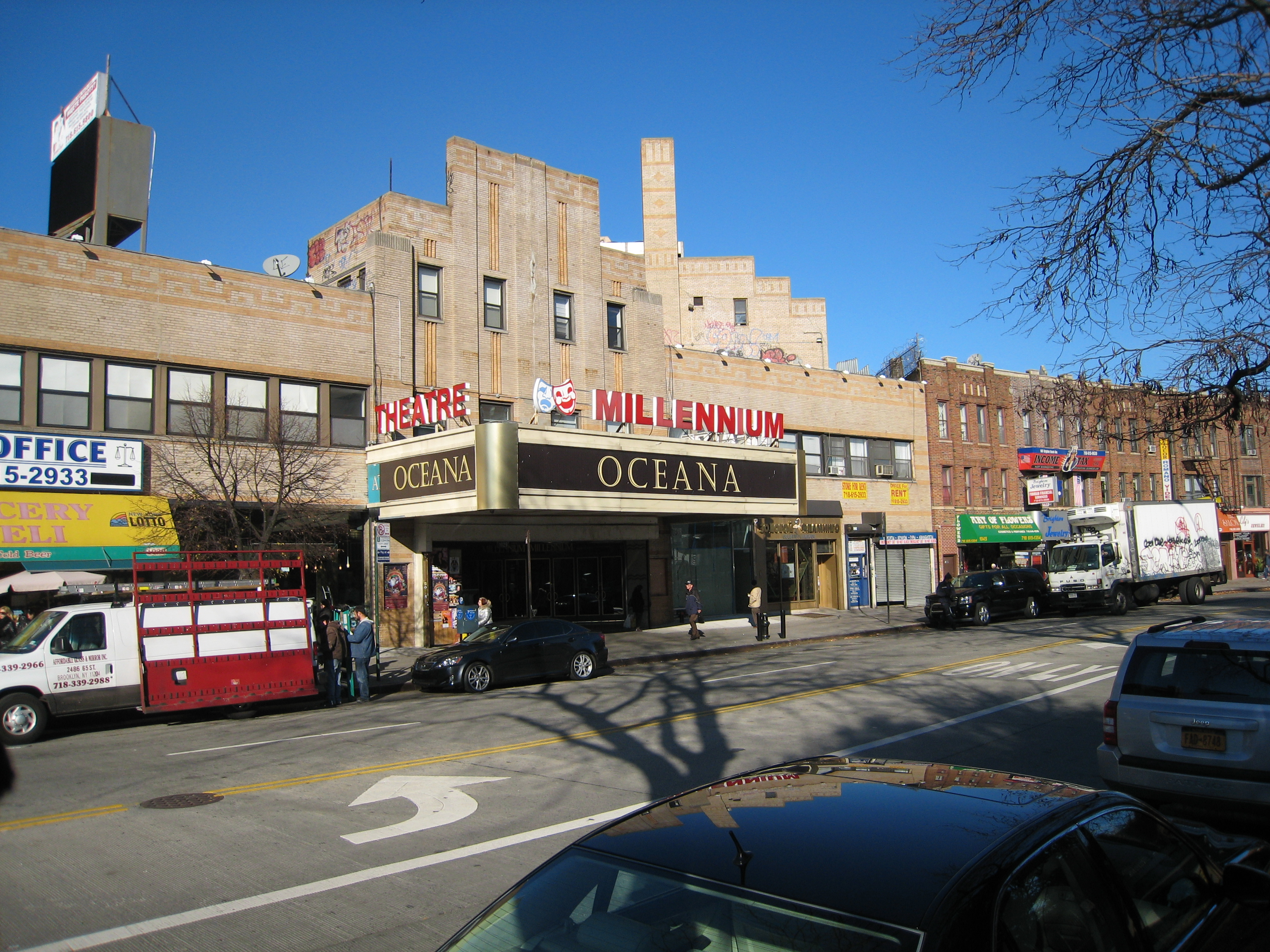
Театр Миллениум (2011)
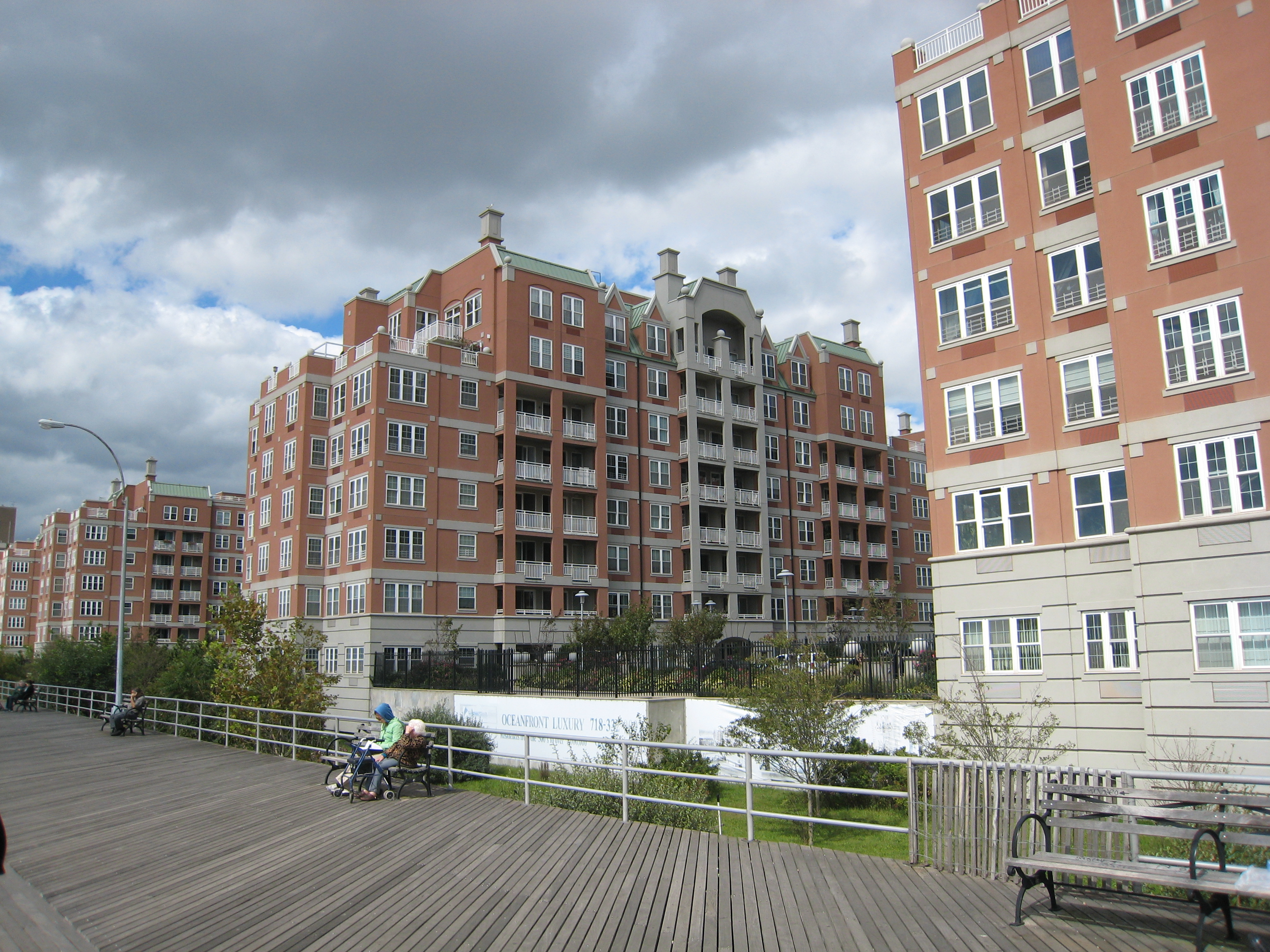
Жилой комплекс Oceana со стороны дощатого настила (2011)
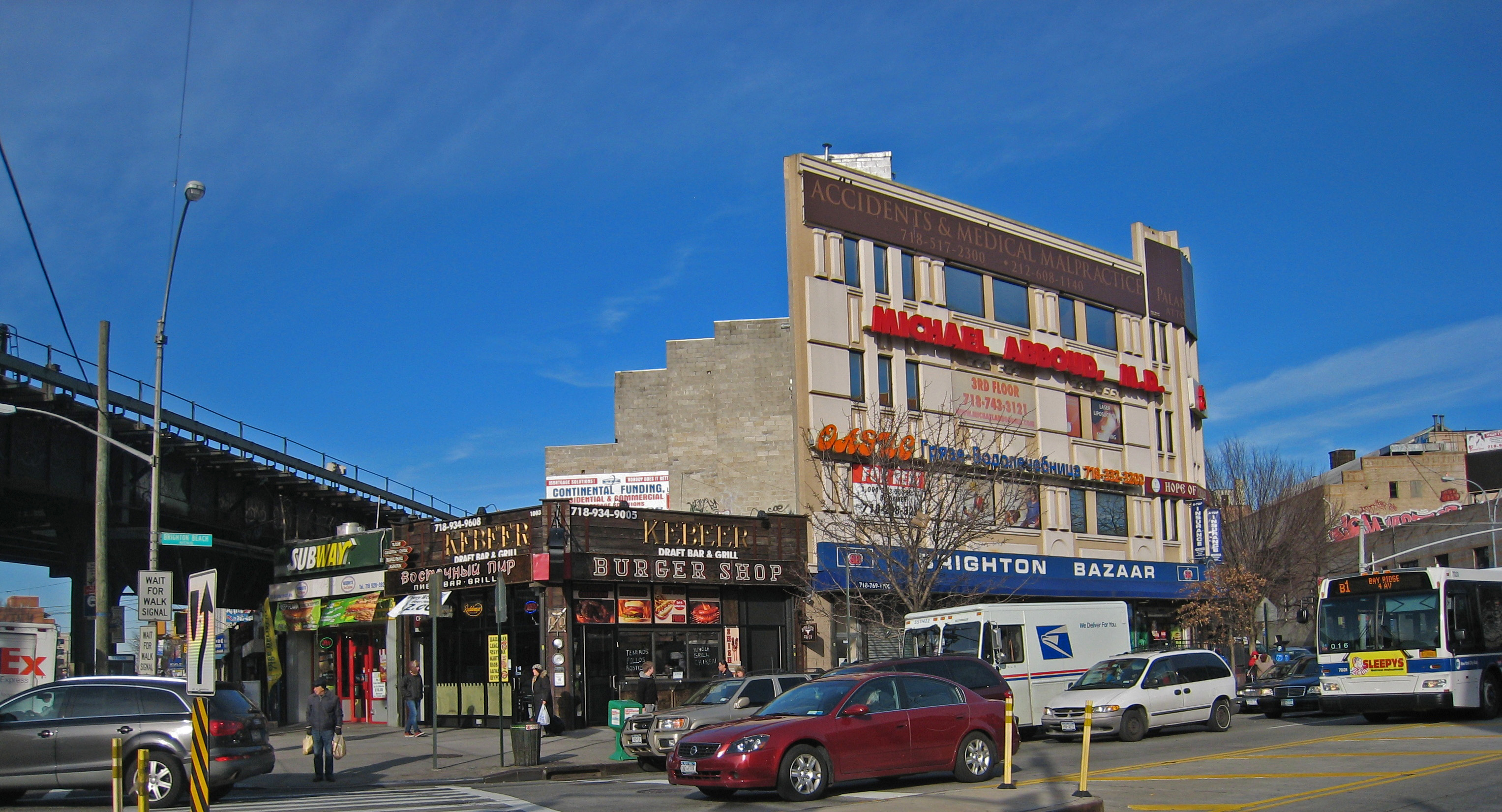
У перекрёстка Брайтон-Бич-авеню и Кони-Айленд-авеню (2012)
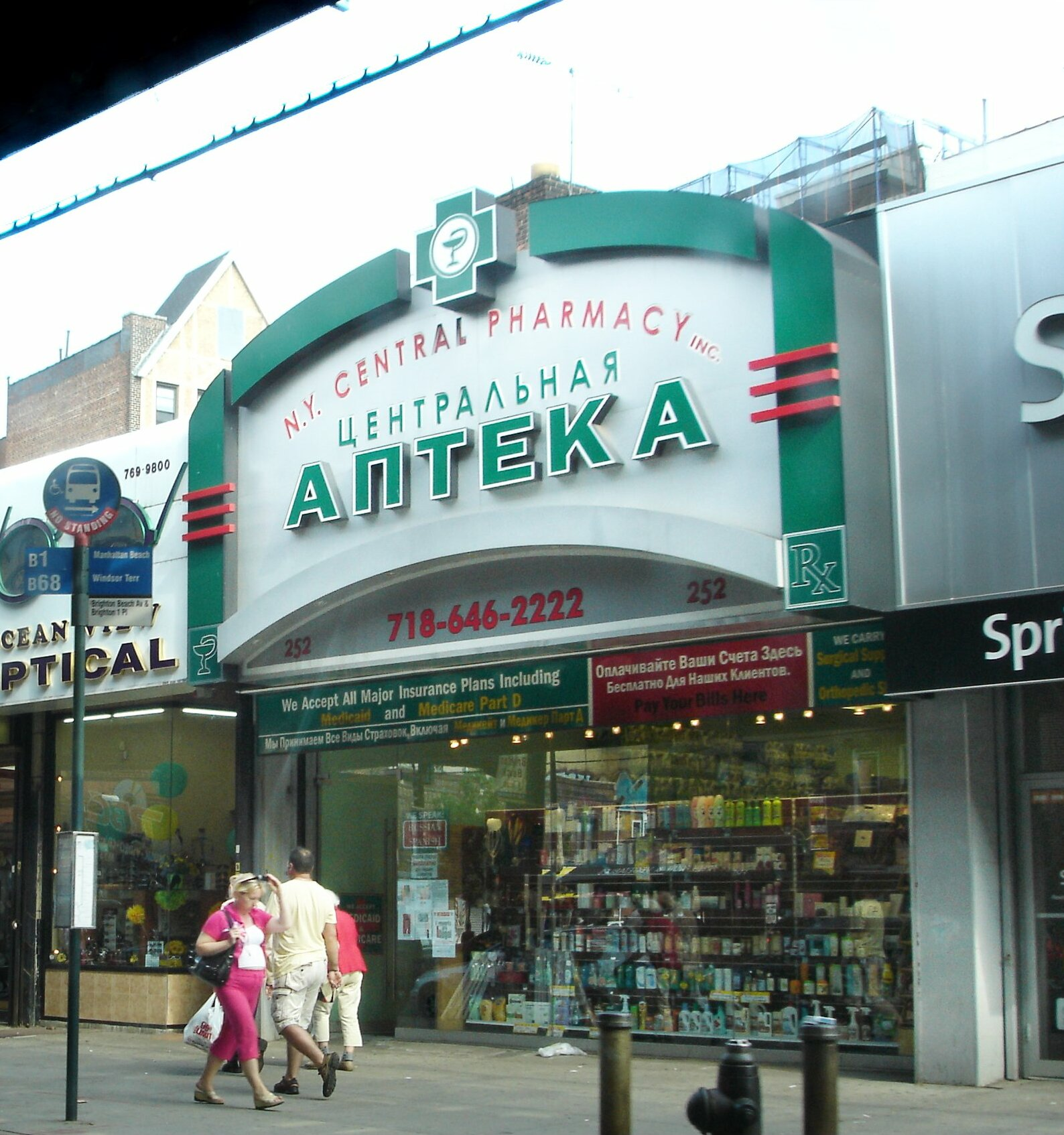
(2011)
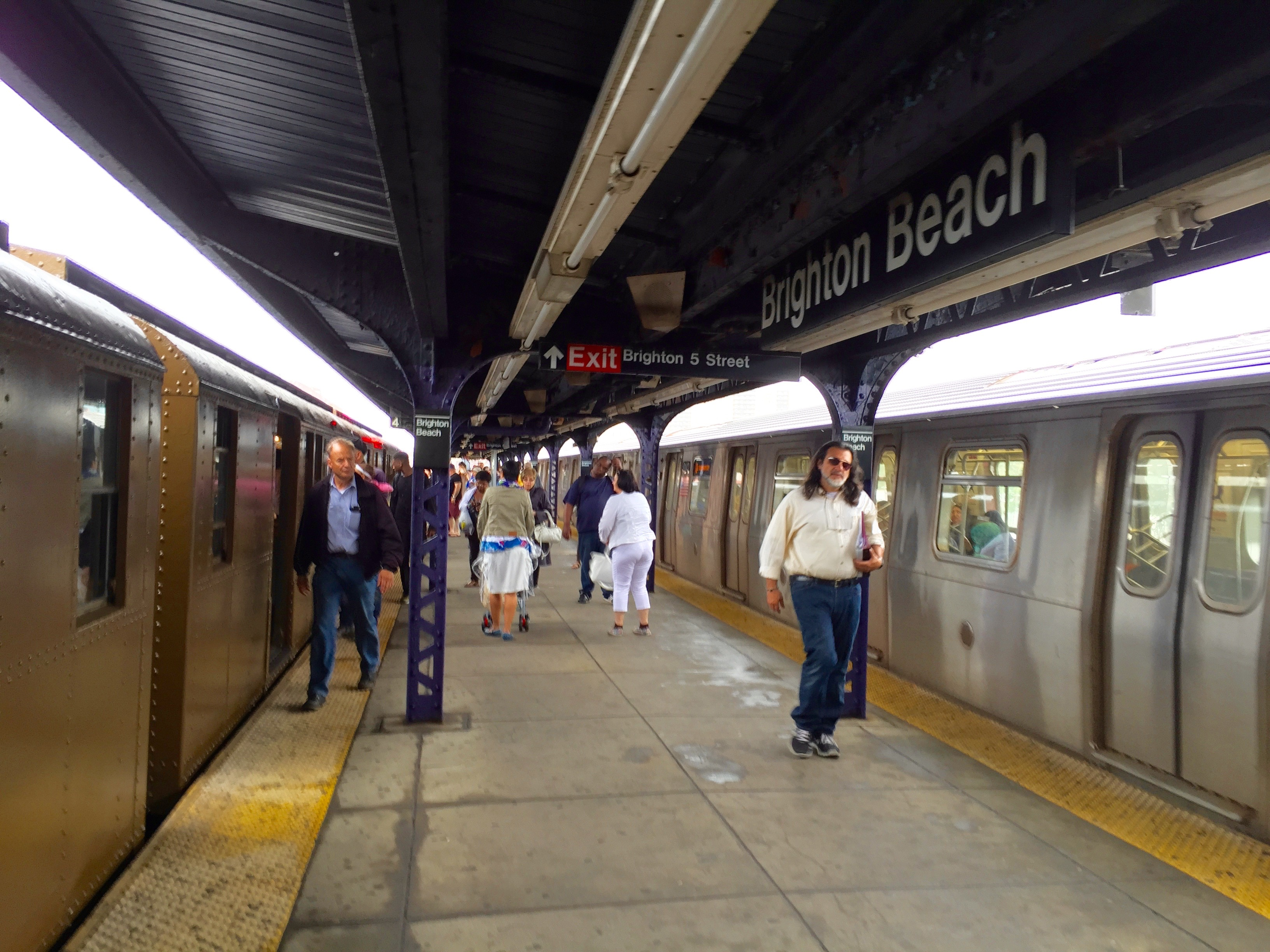
(2015)
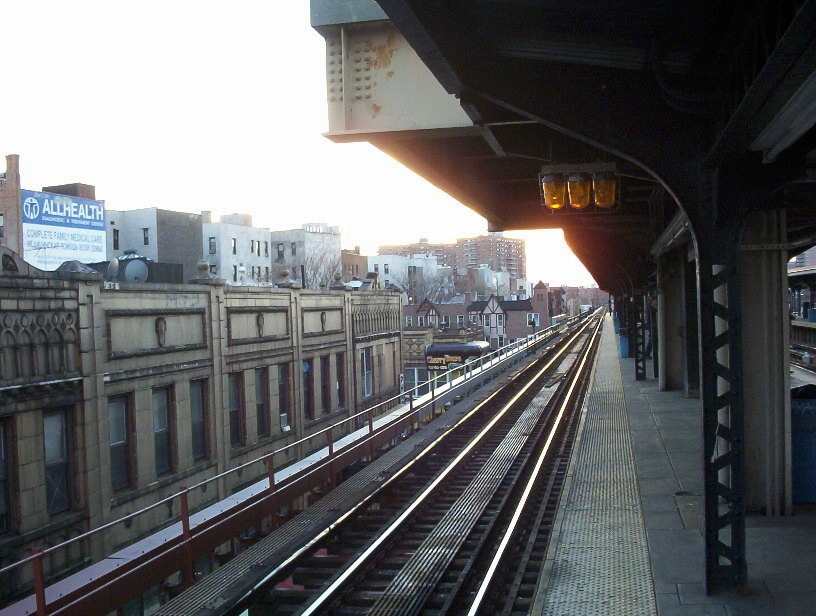
(2004)
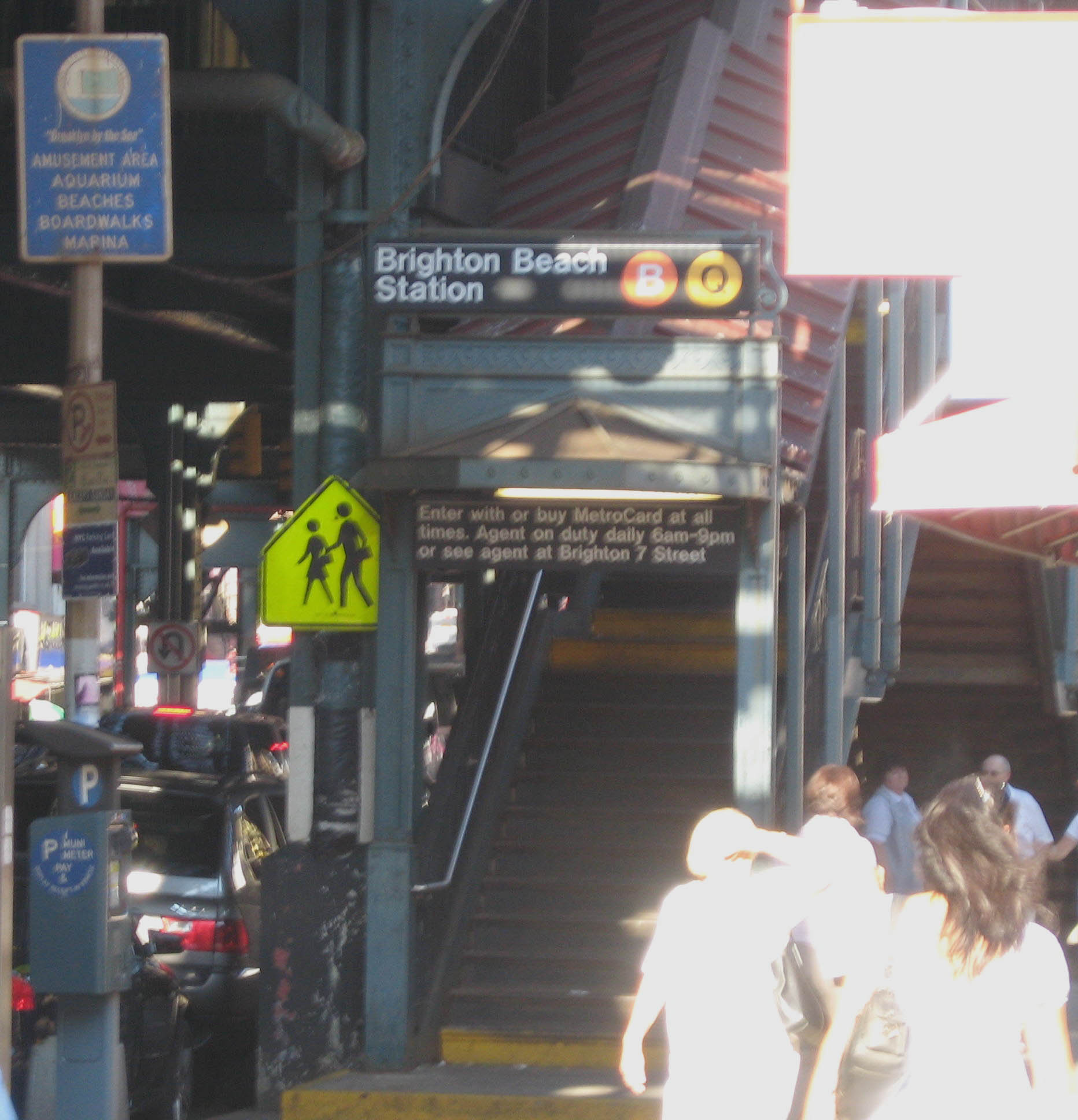
(2008)
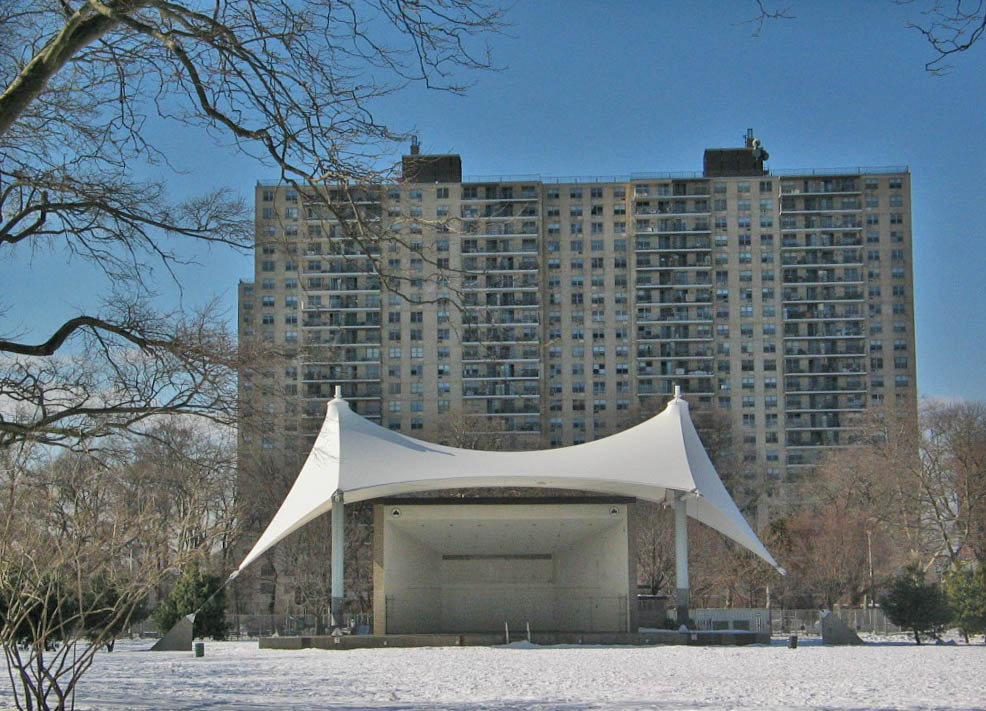
Концертная площадка, где когда-то выступали русскоязычные звёзды эстрады (2011)
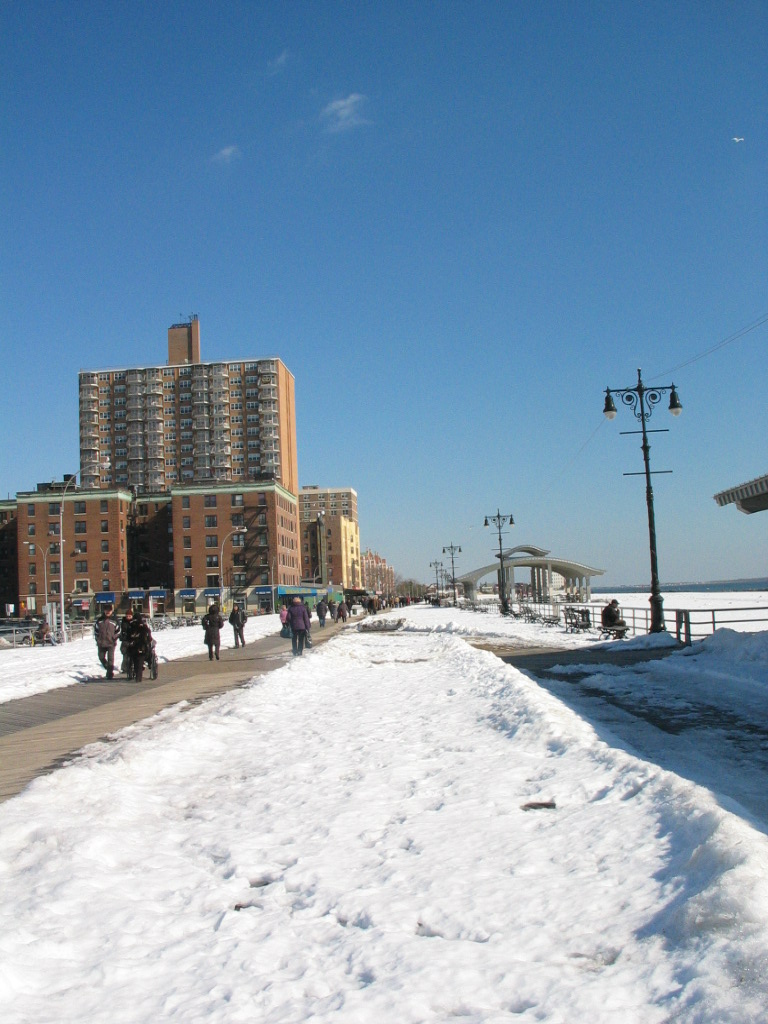
Брайтон-Бич зимой (2011)
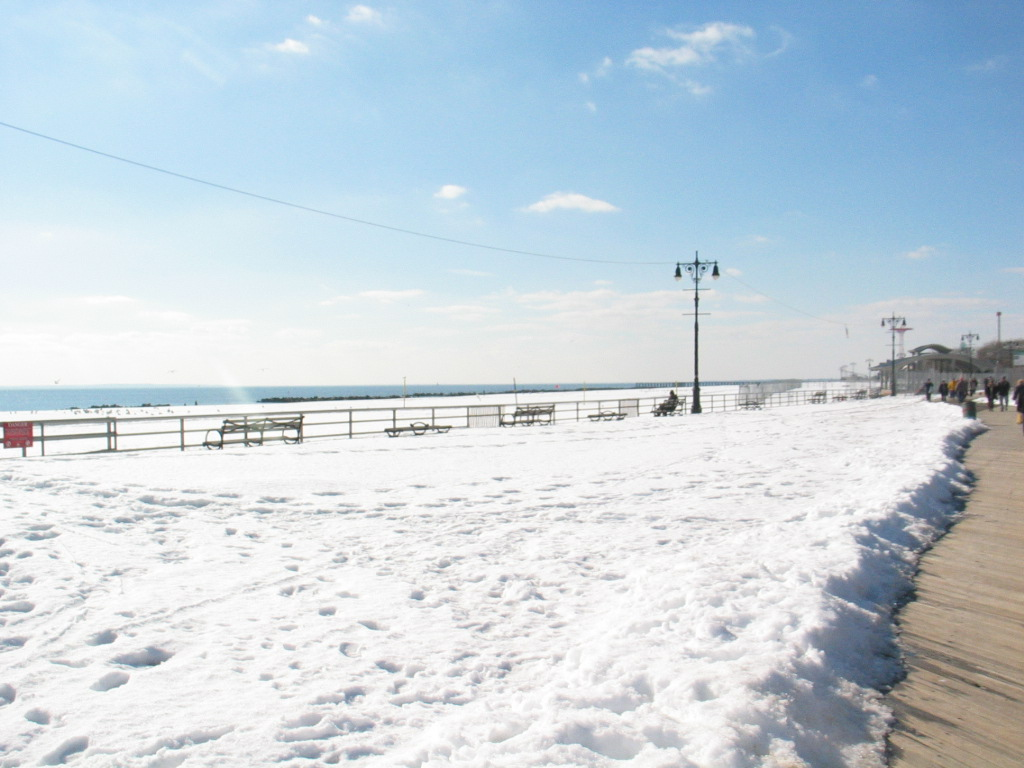
Пляж на Брайтон-Бич в снегу (2011)
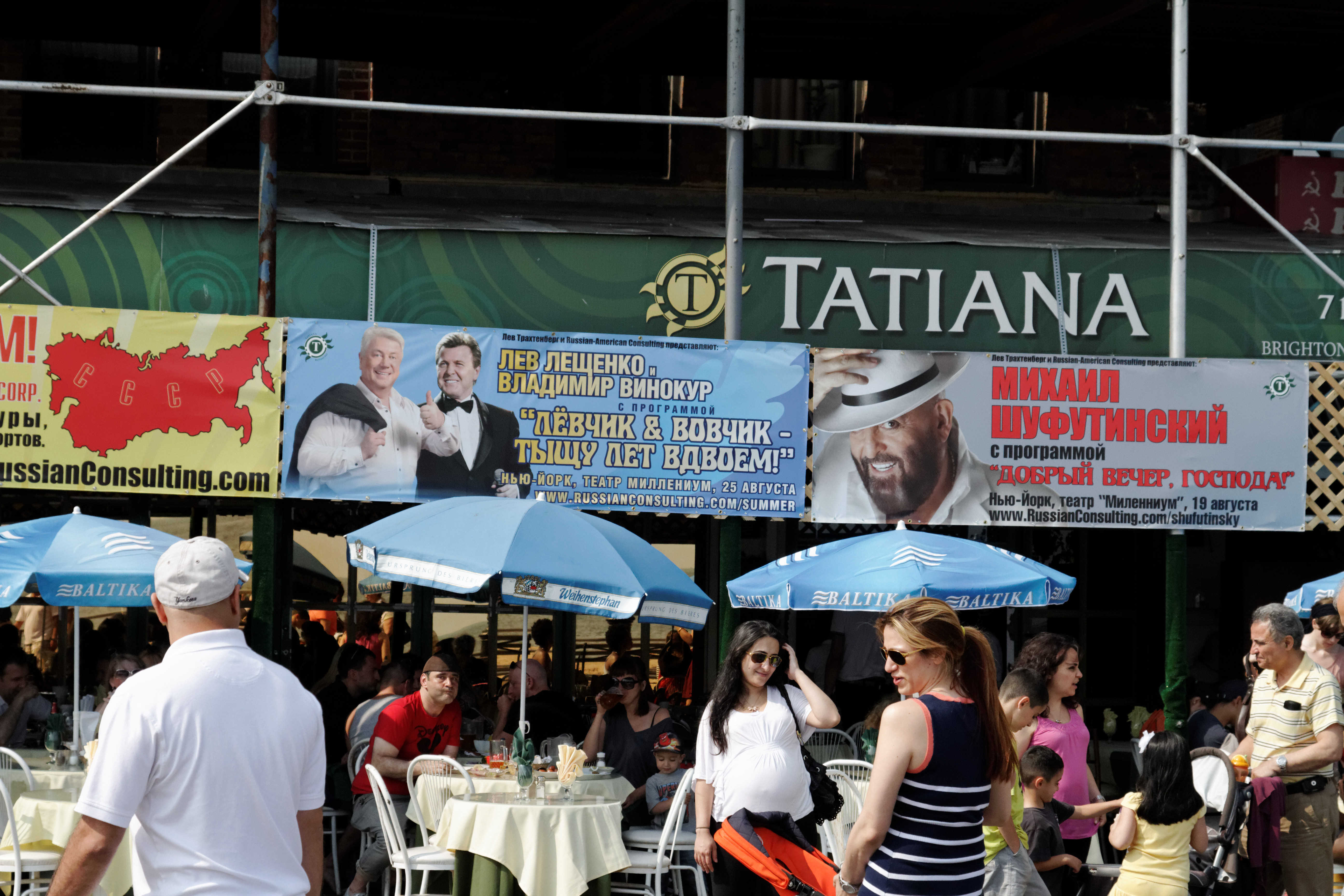
Афиши российских артистов (2012)